# NGC 2134
NGC 2134 (другое обозначение — ESO 57-SC47) — шаровое скопление в созвездии Столовая Гора, входящее в состав Большого Магелланова Облака.
Открыто Джоном Гершелем 24 ноября 1834. Скопление описано в оригинальной редакции «Нового общего каталога».
NGC 2134 и NGC 2133 имеют на своих диаграммах Герцшпрунга — Рассела густонаселённые главную последовательность и последовательность гигантов. Оба скопления имеют металличность [Fe/H] ≈ −1,0, относятся к крупным населённым голубым шаровым скоплениям БМО. Возраст NGC 2134 составляет 110 миллионов лет. NGC 2134 может являться одним из самых молодых скоплений БМО, которое содержит углеродную звезду.